# Daniel Akpeyi
Daniel Akpeyi  (* 3. August 1986 in Nnewi) ist ein nigerianischer Fußballtorwart.

## Karriere

### Verein
Bis 2006 war er in der Jugend beim FC Gabros International, einem Klub aus seiner Heimatstadt, tätig. Im Anschluss daran lief er für ein Jahr für die Profis auf. Zwischen 2007 und 2009 stand er beim Nasawara United FC unter Vertrag. 2014 wechselte er zum Warri Wolves FC. Von 2015 bis 2019 spielte er beim Chippa United FC in der Premier Soccer League in Südafrika, bevor er sich im Januar 2019 den Kaizer Chiefs aus Johannesburg anschloss, wo er die bisherige Nummer 1 Itumeleng Khune verdrängte und die Rolle des Stammtorwarts übernahm.

### Nationalmannschaft
Zur Junioren-Fußballweltmeisterschaft 2005 gehörte er zum 22-köpfigen Aufgebot, kam aber nicht zum Einsatz. Das erste Länderspiel folgte  am 29. März 2015 im  Testspiel gegen Südafrika. Hier kam er über die volle Distanz zum Einsatz. Die Partie ging mit 1:1-Unentschieden aus. Bei den Olympischen Spielen 2016 gewann er mit der Mannschaft die Bronzemedaille.

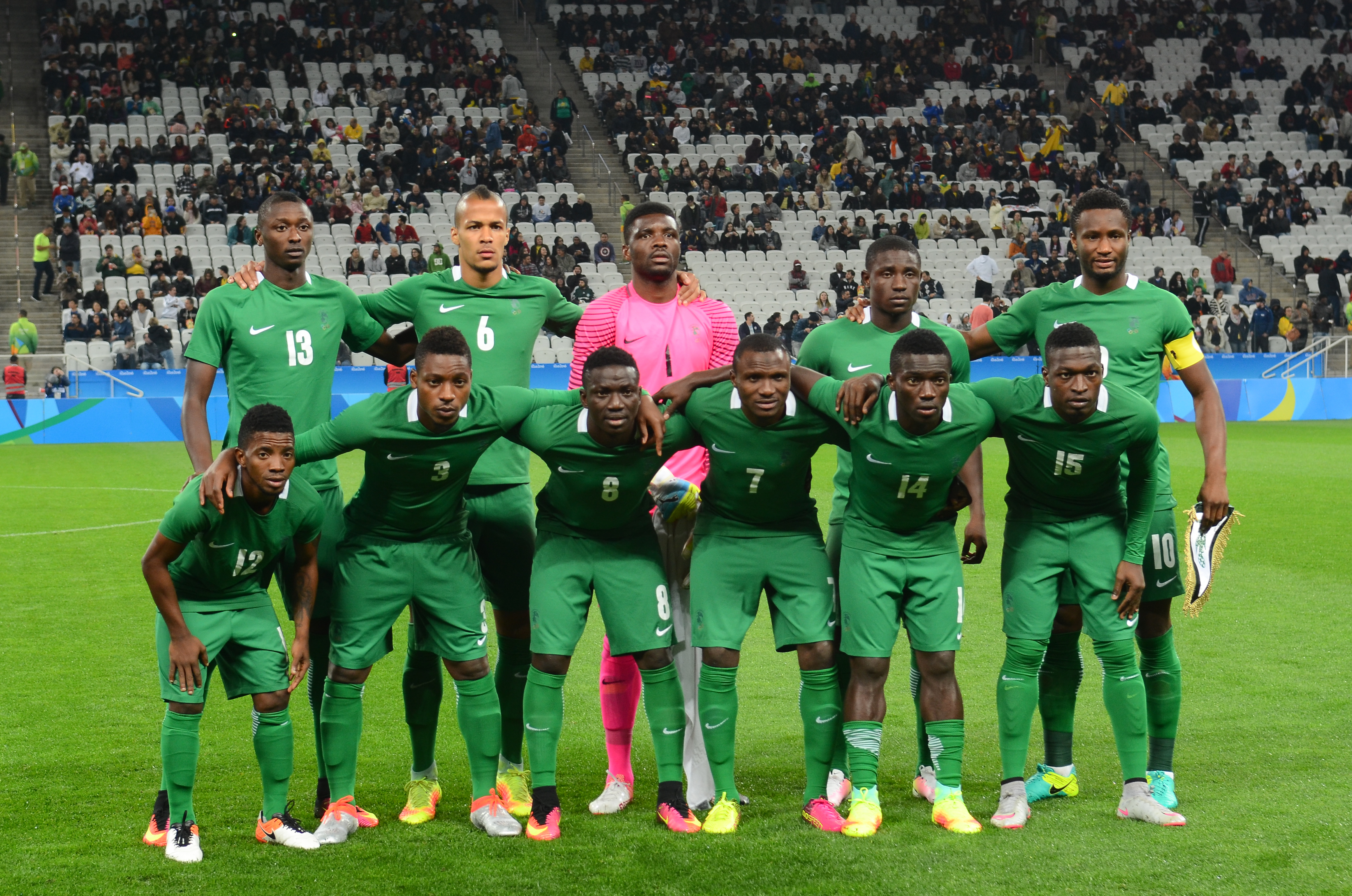
Die nigerianische Auswahl bei den Olympischen Spielen 2016. Im pinkfarbenen Torwart-Trikot: Daniel Akpeyi

 Er gehörte zudem zum Kader Nigerias für die WM 2018 in Russland, bei der Nigeria nach Niederlagen gegen Kroatien und Argentinien und einem Sieg gegen Island als Dritter der Gruppe D in der Gruppenphase ausschied. Er kam jedoch zu keinem Einsatz.

## Erfolg
- Bronzemedaille bei den Olympischen Spielen 2016
- Nigerianischer FA-CUP Sieger: 2011, 2012